# Yelena Davydova
Yelena Victorovna Davydova, em russo: Еле́на Ви́кторовна Давы́дова, (Voronej, 7 de agosto de 1961) é uma ex-ginasta da União Soviética, nascida na então República Soviética da Rússia.
Aos dezenove anos, Davydova conquistou, na Olimpíada de Moscou, em 1980, a medalha de ouro no individual geral. Na mesma Olimpíada, conquistou ainda, juntamente a Nellie Kim, a medalha de ouro na competição por equipe feminina e a medalha de prata, na trave de equilíbrio.
Yelena é detentora de duas medalhas de ouro olímpicas e uma mundial em apenas uma edição de cada competição. No somatório total, ela fora tri-medalhista olímpica e tetra-medalhista mundial.

## Carreira
O interesse de Davydova pela ginástica artística surgiu aos seus seis anos de idade, quando viu competirem as soviéticas medalhistas de ouro olímpicas Larissa Petrik e Natalia Kuchinskaya. Considerada pequena demais para a escola de ginástica Spartak, a menina observava as aprendizes e as imitava, até o dia em que Gennady Korshunov a convidou para juntar-se ao grupo. Aos onze anos, Yelena já era a melhor da turma.
Um ano mais tarde, a ginasta competiu em seu primeiro torneio internacional, o RSFSR-BUL Dual Meet, de onde saiu com a medalha de ouro por equipes e no individual geral. Em 1974, tornou-se oficialmente, membro júnior da equipe nacional. Como tal, sua primeira competição foi o Nacional Soviético Júnior de 1975, na qual encerrou com o terceiro lugar do concurso geral e o primeiro nas provas do salto e das barras assimétricas. Em 1976, Davydova passou à categoria sênior nacional e conquistou a prata no concurso geral e no solo, e o ouro nas paralelas assimétricas, do Campeonato Soviético. Na primeira edição da Copa América, a ginasta executou o inédito somersault, na trave, que lhe rendeu o bronze na disputa da qual Nadia Comaneci saiu-se vitoriosa. Na Copa Soviética, Yelena conquistou o bronze na prova do salto, 0,025 ponto atrás de Olga Korbut. No concurso geral, encerrou em sexto lugar e não qualificou-se para disputar os Jogos de Montreal. Nos campeonatos que se seguiram, a atleta conquistou medalhas individuais nos quatro aparelhos. Além, performou sua rotina na trave no show Blue Peter da BBC inglesa.[carece de fontes?] No ano seguinte, em outra edição do Campeonato Nacional Soviético, Davydova conquistou o ouro nas barras assimétricas, com um dez perfeito. Durante um treinamento, a ginasta sofreu uma lesão no joelho e precisou operá-lo. Recuperada, em 1978, Yelena e sua família mudaram-se para Leningrado, junto a família de seu técnico, convidado a trabalhar na cidade. Na Copa Chunichi, a atleta superou Maxi Gnauck e conquistou a medalha de ouro no concurso geral. No maior campeonato internacional do ano, o Mundial de Estrarburgo, na França, Davydova fez parte da seleção feminina soviética como suplente, não competindo durante o evento, do qual a equipe saiu vitoriosa em quatro das seis finais.
No ano seguinte, dessa vez incapacitada de competir no Mundial de Fort Worth, nos Estados Unidos, a ginasta disputou os Jogos Universitários, no México, no qual conquistou o ouro por equipes, a prata no solo e o bronze no salto e no concurso geral.
Em 1980, no Campeonato Moscow News, a atleta performou um salto, avaliado no Código de Pontos, com um valor de partida igual a dez. Em seguida, logo após a Copa Soviética, as ginastas foram escolhidas para disputarem as Olimpíadas de Moscou e Davydova estava entre elas. A despeito da presença de Nellie Kim e Elena Mukhina - acidentada pouco antes dos Jogos-, o treinador romeno, Béla Károlyi, declarou que a disputa do individual geral ficaria entre Yelena e Nadia. Durante os Jogos de Moscou, Yelena competiu ao lado de Maria Filatova, Nellie Kim, Elena Naimushina, Natalia Shaposhnikova e Stella Zakharova. Como equipe, as soviéticas conquistaram o ouro, e Davydova, sua primeira medalha olímpica. Individualmente, a ginasta conquistou ainda mais duas medalhas: No concurso geral, a atleta superou, por 0,075, Comaneci e Gnauck (empatadas com a prata) e conquistou sua segunda medalha de ouro, com uma nota dez no solo. Nos aparelhos, Yelena encerrou com a prata, na trave, superada pela romena Comaneci
.
No ano seguinte, após as Olimpíadas, no aniversário de celebração dos cem anos da Federação Internacional de Ginástica, Davydova fora convidada a performar sua rotina no solo. Em competições, a primeira disputa de 1981 foi o Campeonato Nacional Soviético, no qual conquistou o ouro no concurso geral pela primeira vez. Na sequência, como seu último compromisso profissional, deu-se o Mundial de Moscou. Nele, a ginasta conquistou o ouro por equipes, a prata no solo e o bronze no individual geral e nas barras assimétricas.
Apesar de permanecer na equipe soviética de ginástica até o ano de 1984, dois anos antes Davydova já havia se retirado das competições. Em 1983, a ex-ginasta casou-se com o treinador de boxe, Pavel Filatov e com ele teve dois filhos: Dimitri (nascido em 1985) e Anton (nascido em 1995). Doutora em Pedagogia, em 1991, a família mudou-se para o Canadá, onde receberam a cidadania e hoje Yelena, que começou como técnica na St. Petersburg Olympic Reserve School, trabalha como treinadora-chefe no Gemini Gymnastics, um clube sem fins lucrativos localizado em Ontario.
Davydova, a primeira ginasta a performar um Tkachev nas assimétricas, foi introduzida no International Gymnastics Hall of Fame em 2007.

## Principais resultados
| Ano  | Evento                                    | AA                | Equipe          | Salto sobre o cavalo | Trave             | Barras assimétricas | Solo             |
| ---- | ----------------------------------------- | ----------------- | --------------- | -------------------- | ----------------- | ------------------- | ---------------- |
| 1976 | Campeonato Nacional Soviético             | Medalha de prata  |                 | Medalha de bronze    |                   |                     |                  |
| 1977 | Campeonato Nacional Soviético             |                   |                 |                      | Medalha de ouro   |                     |                  |
| 1978 | Campeonato Nacional Soviético             |                   |                 |                      | Medalha de bronze |                     |                  |
| 1978 | Copa soviética                            | Medalha de bronze |                 |                      |                   |                     |                  |
| 1980 | Campeonato Nacional Soviético             | Medalha de ouro   |                 |                      |                   |                     |                  |
| 1980 | Copa soviética                            | Medalha de ouro   |                 |                      |                   |                     |                  |
| 1980 | Jogos Olímpicos                           | Medalha de ouro   | Medalha de ouro |                      | Medalha de prata  |                     |                  |
| 1981 | Campeonato Mundial de Ginástica Artística | Medalha de bronze | Medalha de ouro |                      | Medalha de bronze |                     | Medalha de prata |
| 1981 | Campeonato Nacional Soviético             | Medalha de ouro   |                 | Medalha de ouro      | Medalha de bronze |                     | Medalha de ouro  |